# Марк ван Монтегю

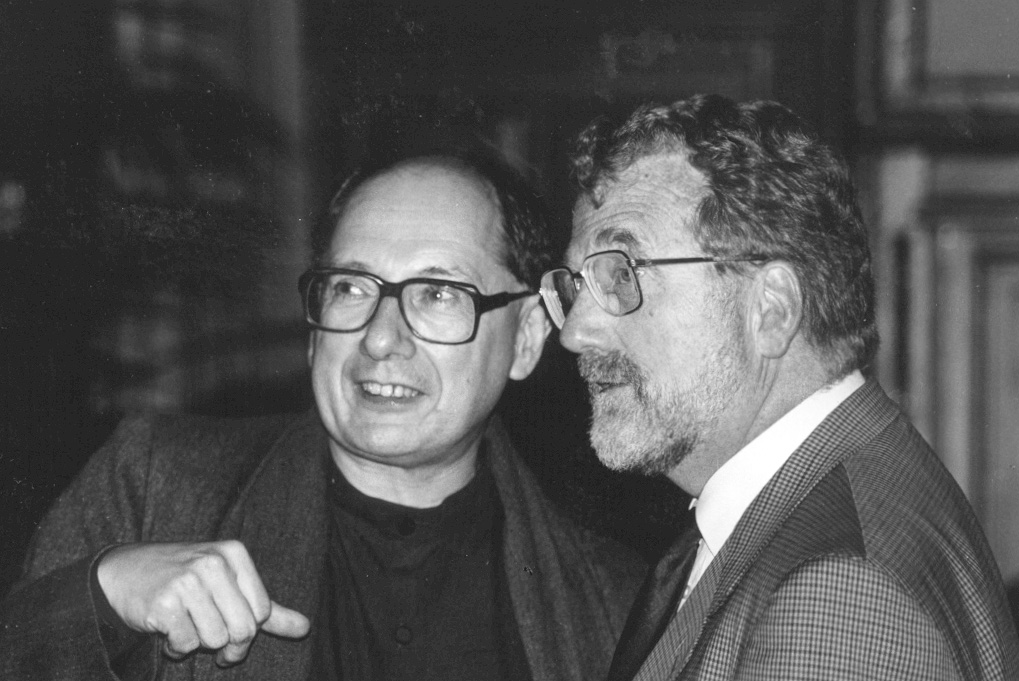
Марк ван Монтегю (ліворуч) і Джефф Шелл (праворуч), 1993 рік

Марк ван Монтегю (фр. Marc Van Montagu, нар. 10 листопада 1933, Гент) — бельгійський молекулярний біолог. Був професором і директором лабораторії генетики на факультеті природничих наук Гентського університету у Бельгії та науковим керівником відділу генетики Фландрського міжнародного інституту біотехнології. Разом з Йозефом Шеллом він заснував біотехнологічну компанію Рослинні генетичні системи в Бельгії у 1982 р., та став науковим директором і членом ради директорів цієї компанії. Ван Монтегю також брав участь у створенні біотехнологічної компанії CropDesign, членом ради якої він був з 1998 по 2004 рік. Він є президентом Ініціативи громадських досліджень та регулювання.
Ван Монтегю та його колегам приписують відкриття плазміди Ti. Вони описали механізм передачі генів між Agrobacterium і рослинами, що призвело до розробки методів для перетворення Agrobacterium в ефективну систему доставки гнів для генної інженерії та створення трансгенних рослин. Також стали засновниками молекулярної генетики рослин, зокрема відкрили молекулярні механізми проліферації та диференціації клітин та реакції на абіотичні стреси (температура, вологість, вміст сполук у повітрі) та створили трансгенні культури (тютюн, кукурудзу), стійкі до комах-шкідників та толерантні до нових гербіцидів. Його робота, яка була спрямована на дослідження тополь привела до створення дерев, які мали кращі властивості целюлози.
Після виходу на пенсію з посади директора лабораторії генетики в Гентському університеті Марк ван Монтегю створив Міжнародну спільноту, яка займається питаннями з рослинної біотехнології, при Гентському університеті, основною метої якої є сприяння біотехнологічних рішеннь для глобального сільського господарства. У 2015 році ця новостворена спільнота запустила «Фонд Марка і Нори ван Монтегю» що займалися сталим сільським господарством та агропромисловістю на африканському континенті.

## Нагороди
Ван Монтегю був співробітником Національної академії наук США з 1986 року, сільськогосподарської академії Росії та Франції, Інженерної академії Швеції, Італійської академії наук dei X, Бразильської академії наук і Третьої Всесвітньої академії наук. Має вісім почесних ступенів доктора. Також, йому належать наступні нагороди: 
- 1987: Рангова премія з питань харчування (Велика Британія)[5]
- 1988: Європейська премія IBM в галузі науки і техніки (Франція)
- 1990: Гран-прі Шарля-Леопольда Майєра від Французької академії наук
- 1990: Премія доктора А. де Лева-Дамрі-Бурлара (п'ятирічна премія Бельгійського національного фонду наукових досліджень)
- 1998: Японська премія з біотехнології в сільськогосподарських науках (Японія)[6]
- 1999: медаль Теодора Бюхера (FEBS)
- 2009: Премія Genome Valley Excellence Award 2009 (BioAsia, Індія)
- 2013: Лауреат Всесвітньої продовольчої премії.[7]
- 2015: Золота медаль сільського господарства Ірану

## Вибрані публікації
- Van Larebeke, N.; Genetello, Ch.; Schell, J.; Schilperoort, RA; Hermans, AK; Van Montagu, M; Hernalsteens, JP (1975). Acquisition of tumour-inducing ability by non-oncogenic agrobacteria as a result of plasmid transfer. Nature. 255 (5511): 742—3. Bibcode:1975Natur.255..742V. doi:10.1038/255742a0. PMID 1134573.
- Vaeck, Mark; Reynaerts, Arlette; Höfte, Herman; Jansens, Stefan; De Beuckeleer, Marc; Dean, Caroline; Zabeau, Marc; Montagu, Marc Van; Leemans, Jan (1987). Transgenic plants protected from insect attack. Nature. 328 (6125): 33—7. Bibcode:1987Natur.328...33V. doi:10.1038/328033a0.
- Van Den Broeck, Guido; Timko, Michael P.; Kausch, Albert P.; Cashmore, Anthony R.; Van Montagu, Marc; Herrera-Estrella, Luis (1985). Targeting of a foreign protein to chloroplasts by fusion to the transit peptide from the small subunit of ribulose 1,5-bisphosphate carboxylase. Nature. 313 (6001): 358—63. Bibcode:1985Natur.313..358V. doi:10.1038/313358a0. PMID 3969146.
- De Block, Marc; Herrera-Estrella, Luis; Van Montagu, Marc; Schell, Jeff; Zambryski, P (1984). Expression of foreign genes in regenerated plants and in their progeny. The EMBO Journal. 3 (8): 1681—9. doi:10.1002/j.1460-2075.1984.tb02032.x. PMC 557582. PMID 16453538.
- Herrera-Estrella, Luis; Depicker, Ann; Van Montagu, Marc; Schell, Jeff (1983). Expression of chimaeric genes transferred into plant cells using a Ti-plasmid-derived vector. Nature. 303 (5914): 209—13. Bibcode:1983Natur.303..209H. doi:10.1038/303209a0.